# Plantago benisnassenii
Plantago benisnassenii är en grobladsväxtart som beskrevs av Romo, Stübing och Juan Bautista Peris. Plantago benisnassenii ingår i släktet kämpar, och familjen grobladsväxter. Inga underarter finns listade i Catalogue of Life.